# ناروتو
ناروتو (باليابانية: ナルト وبالروماجي: NARUTO) هو عنوان سلسلة مانغا يابانيّة منتهية ألفها ورسمها ماساشي كيشيموتو. تدور أحداث القصة حول النينجا المراهق ناروتو أوزوماكي الذي وجد نفسه منبوذًا من قبل سكان قريته بسبب الكيوبي الذي بداخله، لذلك وضع نصب عينيه أن ينال لقب الهوكاجي وهو اللقب الذي يُطلق على قائد القرية وأقوى نينجا فيها، لينال احترام واعتراف الجميع.
صدرت المانجا في اليابان أول مرة عام 1999م بواسطة شركة شوئيشا في العدد الثالث والأربعين من مجلتها شونين جامب الأسبوعية. وهي مقتبسة أساسًا من كوميك ون شوت لمؤلفه كيشيموتو والتي نشرت في أغسطس 1997م في مجلة أكامارو جمب. حتى الآن تم إصدار 70 مجلدًا من المانجا في اليابان، وسيكون المجلد الحادي والسبعين آخر مجلد في المانجا. تُعد سلسلة ناروتو من أكثر السلاسل مبيعًا في العالم؛ حيث تم بيع حوالي 100 مليون نسخة في اليابان.
في أمريكا الشمالية قامت شركة فز ميديا بترخيص المانجا وتم نشرها باللغة الإنجليزية في مجلة شونين جمب إلى جانب أنه تم بث حلقات الأنمي والأفلام ومعظم حلقات الأوفا. وفي الولايات المتحدة ظهرت السلسلة عدة مرات في قائمة كتب الولايات المتحدة الأمريكية اليوم، وفاز المجلد الحادي عشر بجائزة كويل في عام 2006م. وقد أشاد متابعو السلسلة بالتوازن بين القتال والكوميديا، كما أبدوا إعجابهم بالسمات المميزة لشخصيات مانغا ناروتو.
في وقت لاحق، قامت تلفزيون طوكيو وستديوهات بييرو بتحويل المانجا إلى أنمي وأذيع لأول مرة في اليابان على تلفزيون طوكيو يوم 3 أكتوبر 2002م. الجزء الأول من الأنمي صدر باسم ناروتو ويتكون من 220 حلقة، وجاء الجزء الثاني منه تحت اسم ناروتو شيبودن الذي انطلق بثه في 15 فبراير 2007م وقد بلغ عدد حلقاته 500 حلقة، وفضلًا عن ذلك تم إصدار 9 أفلام لسلسلة ناروتو وعدة حلقات أوفا. كما صدرت أنواع أخرى من المنتجات المتعلقة بهذه السلسلة وتشمل الروايات القصيرة، وألعاب الفيديو وبطاقات التبادل.
يقوم مركز الزهرة بدبلجة هذا الأنمي إلى العربية. حيث تم دبلجة أول 52 حلقة منه في موسم أول وعُرض على قناة سبيس باور عام 2009 بالتزامن مع انطلاق بثها التجريبي وقد عرضت القناة الموسم الثالث حتى الحلقة 130 وتوقف بسبب الأزمة الموجودة في سوريا التي اندلعت عام 2012 وهي حرب أهلية؛ وقد توقف كذلك دبلجة كل من ون بيس وسيف النار وسائر المسلسلات التي كانت تعرض ذلك الوقت، لكنه اكتفى بدبلجة المحقق كونان فقط وذلك لشعبيته الكبرى من عالم الأنمي في الدول العربية. قامت خدمة بث الفيديو كرانشي رول بترخيص أنمي ناروتو شيبودن في العديد من الدول من ضمنها دول العالم العربي وعرضه بالدقتين القياسية والعالية مُترجمًا إلى اللغة الإنجليزية.

## القصة

### الجزء الأول (ناروتو)
هاجم الثعلب الأسطوري ذو الذيول التسعة (أو كما يطلق عليه باليابانية كْيٌوبِي 九尾 ("تسعة ذيول")) قرية كونوها وقتل العديد من سكانها وعاث فساداً في أرضها، تصدى له الشهاب (الهوكاغي 火影 ("ظل النار")) الرابع "ميناتو ناميكازي"، واستعمل تقنيةً ختم بها الكيوبي في جسد مولود جديد وهو ابنه ناروتو أوزوماكي لكن بالمقابل ضحى الهوكاغي بحياته. رأى أهل القرية في الهوكاغي الرابع بطلاً لتضحيته بنفسه. أهل القرية لم يريدوا الاختلاط بالولد لأنه دائما يذكرهم بالثعلب الذي كان سببًا في حزنهم وخراب أرضهم يومًا ما. أصدر الهوكاغي الحالي -الثالث- مرسومًا يمنع التحدث بأمر هجوم الكيوبي لأي أحد آخر -يشمل ناروتو نفسه الذي لا يعلم بأمر الثعلب الذي بداخله-. بعد اثنتي عشرة سنة، يخدع النينجا الخائن ميزوكي ناروتو لكي يسرق لفافة سريَّة ستعلمه تقنية سريَّة، ولكن يوقفه معلمه إيروكا أومينو. حينما كاد إيروكا يُقتل من أجل حماية ناروتو من ميزوكي الذي كشف لناروتو عن حقيقة كونه حاويًا للكيوبي، يستعمل ناروتو جوتسو -أسلوب نينجا- تعلمه من اللفافة يسمح له بإنشاء نسخ طبق الأصل له، كاغيه بونشين نو جوتسو ليهزم ميزوكي.
يتم تعيين ناروتو مع ساسوكي أوتشيها وساكورا هارونو في فريق واحد هو الفريق السابع تحت قيادة قائد من النخبة يُدعى كاكاشي هاتاكي. مثل بقية الفرق في القرية، يقوم الفريق السابع بتنفيذ المهمات المطلوبة من القرويين ابتداءً من الأعمال المنزليَّة (للطلاب الجدد) وحتى الحراسة والقتال. يشارك الفريق السابع في قتال ضد زابوزا في قرية الضباب ثم في امتحان الترقية لرتبة تشونين ويكتسبون خبرة في القتال، وفي المرحلة الأخيرة من امتحان التشونين أثناء القتال بين ساسوكي اوتجيها وغارا من قرية الرمال يغزو النينجا الأشد طلبًا في لائحة كونوها أوروتشيمارو ومساعده ‍~كابوتو~ وحلفائهم من قرية الرمال’ ويقتل اوروايتشيمارو الهوكاغي الثالث ثأرًا. هذا يقود جيرايا أحد السينين الأسطوريين للبحث عن زميلته السابقة تسونادي بعد أن تم ترشيحها لتصير الهوكاغي الخامس. أثناء هذه الرحلة يكتشف أن أوروتشيمارو يريد الاستيلاء على جسد ساسوكي من أجل الشارينغان، ساسوكي من أجل اكتساب القوة الكافية للانتقام من أخيه إيتاتشي أوتشيها الذي قتل كل أفراد عشيرته -أوتشيها-، يذهب لأوروتشيمارو، يحاول ناروتو إعادته ولكنه يفشل ولكنه لا يستسلم ويستمر بوعده لساكورا بإعادة ساسوكي، ويذهب فيما بعد للتدرب على يد جيرايا لمدة سنتين ونصف.

### الجزء الثاني (ناروتو شيبودن)
في هذا الجزء المليء بالأحداث المحورية على خلاف الجزء الأول يعود ناروتو إلى قريته بعد سنتين ونصف من التدريب على يد السيد جيرايا ليقابل اصدقائه مرة أخرى ثم تكلفه السيدة تسونادي التي أصبحت الهوكاجي أن يقاتل هو وساكورا معلمهم القديم في الفريق السابع هاتاكي كاكاشي لتختبر قوتهم وهنا تاتي النتائج مذهلة فقد ارتفعت قوة ناروتو بشكل كبير وكذلك الحال مع ساكورا التي قضت السنتين والنصف في التدريب على يد تسونادي وعندها تقرر تسونادي ان تكون فريقا من ناروتو وساكورا وكاكاشي يذهب لمساندة قرية الرمل حليفة كونوها في محنتها مع الأكاتسكي وبالتحديد ديدرا وساسوري الذين خطفوا الكازيكاغي غارا. ثم يحصلون من عضو الأكاتسكي ساسوري قبل قتله بقليل على يد ساكورا والجدة تشيو حكيمة قرية الرمل على معلومة مفادها أن كابوتو كان جاسوسا لساسوري على أوروتشيمارو وأنه من المقرر أن يلتقي به على جسر الجنة والنار (تنشكيو) فيذهب ناروتو وساكورا وساي القادم الجديد من الأنبو الأصل في مهمة لتقفي أثر أوروتشيمارو وفيها يلتقون بساسكي ثانية ويفشلون في إعادته نظرا لقوته الكبيرة.ثم تسير الأحداث بعدها ليلتقي نينجا كونوها وخصوصا فريق أسوما بعضوي الأكاتسكي كاكزو وهيدان حيث يقتل أسوما على يد هيدان وينتقم شيكامارو له بقتل هيدان ويقضي كاكاشي وناروتو على كاكوزو. بالإضافة إلى أحداث كثيرة منها ظهور ذي الثلاثة ذيول والضفدع العملاق وسعي أوروتشيمارو خلفها بالإضافة للأكاتسكي الذين تمكنوا من القبض على هذا البيجو على يد عضويها ديدرا وتوبي وأيضا مطاردة إيتاشي من قبل فرق كونوها وفي هذا الجزء يقتل ساسكي أخاه إيتاشي انتقاما لعشيرته.ثم يتطرق الجزء لجنشوريكي الستة ذيول أوتاكاتا والأسلوب المحرم الذي بحوزة فتاة تدعى هوتارو.وفي هذا الجزء يذهب جيرايا أحد السانين الأسطوريين في مهمة للتسلل إلى قرية المطر المخفية للتحقيق في أمر زعيم الأكاتسكي باين
ويواجه باين وكونان هناك ويكتشف أنهما كانا تلميذيه في الماضي ويلقى حتفه على يد باين في مشهد محزن.وبعدها يهاجم باين كونوها ويدمرها عن بكرة أبيها ويتصدى له ناروتو بعد أن تعلم أسلوب الناسك عازما على الانتقام لمدربه جيرايا ويتمكن من القضاء على شخصيات باين الستة وإقناع ناغاتو الذي كان يتحكم بتلك الشخصيات بإعادة إحياء من ماتو في كونوها.وفي هذا الجزء تبدي قرى النينجا العظمى استعدادها لإيقاف الأكاتسكي عند حدها خصوصا بعد وقوع أغلب البيجو في حوزة الأكاتسكي عدا الكيوبي والهاتشيبي حيث تقرر حبسهما في جزيرة معزولة لمنع الأكاتسكي من الاستحواذ على الوحشين وختمهما وبعدها تندلع حرب النينجا العظمى الرابعة إثر تدبير من كابوتو وتوبي الذي تبين أنه أوبيتو أوتشيها وكان قد ادعى أنه مادارا أوتشيها وهذا القسم مليء بالأحداث التي تدور حول الأشخاص المعاد إحياؤهم بتقنية إعادة الإحياء وهزيمتهم وختمهم على يد قوات النينجا المتحالفة.ثم يبدأ قسم جديد تعرض تفاصيله بالأنمي حاليا وهو إعادة إحياء ذي العشرة ذيول لتنفيذ مشروع التسوكيومي اللانهائية أو خطة عين القمر لإيقاع عالم النينجا بأكمله في غينجتسو مطلق والسيطرة عليه.

## الشخصيات
ما يميز الشخصيات في أنمي ومانغا ناروتو تنوعها وتعقيد قصتها وشخصياتها، تم اختراع الشخصيات من قبل كاتب المانغا ماساشي كيشيموتو حيث تعيش في عالم خيالي بوجود دول محمية من قبل نينجا يتصرفون كقاعدة عسكرية وذلك بالتدريبات والانضباط باستخدام قوى خارقة عن الطريق التحكم في طاقة الشاكرا الموجودة داخل الجسم. مع ذلك حرص الكاتب على الابتعاد عن تقليد الشكل العادي للنينجا والمعروف للجميع من ملابس وغيره.
المحور الرئيسي للسلسة يدور حول الولد المشاغب ناروتو وعلاقته مع الفريق السابع، بالإضافة إلى مواجهته المستمرة لأعدائه (اوروتشيمارو) ومنظمات إجرامية. بينما كان ماساشي يقوم بتطوير السلسلة، أنشأ الشخصيات الثلاث الرئيسية كأساس للفرق الأخرى واقتبس من سلسلات أخرى كمرجع لتصميمه الشخصيات الأخرى، وهو ما تم نقده من قبل عدة منشورات ومجلات مانغا.

### الفريق السابع
يتكون الفريق السابع من ناروتو أوزوماكي وساسكي أوتشيها وساكورا هارونو ومدربهم هاتاكي كاكاشي. في الجزء الأول، أثناء أول مهمة واجهوا زابوزا أحد سيافي الضباب السبع وتلميذه هاكو. انتقل الفريق إلى اختبار للترقي إلى رتبة تشونين، ثم هرب ساسكي إلى قرية تسمى قرية الصوت سعيًا خلف القوة للانتقام من أخيه ايتاتشي الذي اباد قرية الاوتشيها و لم يبقي منها غيره وساسكي . يجتمع الفريق في الجزء الثاني مرةً أخرى، لكن على أنهم أعداءً حيث يواجهون ساسكي الهارب عدة مرات.
- اوزوماكي ناروتو: فتى في الثانية عشرة من عمره. عانى طوال حياته من الوحدة نظرا لوفاة والديه حينما كان طفلاً، ولكون الثعلب ذو تسعة ذيول مختوما بداخله، كلما كان أهل القرية يرونه، يتذكرون الوحش الذي هاجم قريتهم منذ اثني عشرة عاما. ينجح ناروتو بالتخرج من الأكاديمية ويتم تعيينه في الفريق السابع مع ساسكي (عدوه اللدود في الأكاديمية) وساكورا .
- أوتشيها ساسكي: زميل ناروتو وساكورا في الأكاديمية وفي الفريق السابع. ينحدر ساسوكي من عشيرة الأوتشيها المرموقة التي تمتلك عين الشارينغان ذات القوى المميزة. في ليلة مشؤومة، تم إبادة عشيرة الأوتشيها بكاملها بيد شقيق ساسوكي الأكبر إيتاتشي ليقيس مدى قوته، ولكنه أبقى على شقيقه الأصغر أملا بأن يواجهه بعد أن يكبر. ساسوكي يحيى من أجل تحقيق هدفين هما قتل أخيه الأكبر إيتاشي وإعادة إحياء عائلته.
- هارونو ساكورا: زميلة ناروتو وساسكي في الفريق السابع، وهي كجميع فتيات الأكاديمية معجبة بساسكي، وكان من حسن حظها أن أصبحت معه في نفس الفريق.
- هاتاكي كاكاشي: جونين ومدرب الفريق السابع وهو ابن «الناب الأبيض» بطل كونوها المشهور. لدى كاكاشي عين الشارينغان كالتي يحملها ساسكي وقد زرعتها له زميلته في الفريق رين حينما كان صغيراً كهديةٍ من صديقه أوبيتو - أحد أفراد الأوتشيها - الذي قدمها له قبل وفاته بقليل لأن كاكاشي قد فقد إحدى عينيه في معركة قديمة في الحرب العظمى الثالثة للنينجا وهذه المعركة هي معركة جسر كنابي في قرية الصخر المخفية وفي هذه المعركة تنشطت عين الشارينغان لدى اوبيتو وقتل النينجا الذي أفقد كاكاشي عينه.

## الإنتاج
ماساشي كيشيموتو أصدر مجلد واحد من المانجا في أغسطس 1997 في عدد من مجلة أكامارو جمب، على الرغم من نتائجه الإيجابية العالية في استطلاع القراء واعتقد ماساشي أن «الفن سيئ والقصة فوضوية». في البداية ماساشي كان يعمل على مانجا تدعى (Karakuri _ كاراكوري)، لكنه كان غير راض عن النتيجة فقرر كيشيموتو العمل على شي مختلف، والتي لاحقا تحولت إلى مانجا ناروتو وقد أعرب كيشيموتو عن قلقه من أن استخدام الشاكرا وأختام اليد قد يجعل المانجا متعمقة بالثقافة اليابانية.

### فريق العمل

#### الأصوات
| الدور                                       | المؤدي الياباني  | المؤدي العربي                          |
| ------------------------------------------- | ---------------- | -------------------------------------- |
| ناروتو أوزوماكي                             | جونكو تاكيوتشي   | إياس أبو غزالة                         |
| ساكورا هارونو                               | تشي ناكامورا     | أنجي اليوسف                            |
| ساسكي أوتشيها                               | نورياكي سغياما   | رأفت بازو                              |
| كاكاشي هاتاكي                               | كازهيكو إينوي    | أيمن السالك                            |
| جيرايا                                      | هوتشو أوتسكا     | محمد خير أبو حسون                      |
| تسونادي                                     | ماساكو كاتسكي    | أسيمة أحمد                             |
| غارا                                        | أكيرا إيشيدا     | عادل أبو حسون                          |
| كانكورو                                     | ياسويوكي كاسي    | مروان فرحات                            |
| تيماري                                      | رومي باكو        | هزار الحرك                             |
| نيجي هيوغا                                  | كويتشي توتشيكا   | عادل أبو حسون                          |
| تن تن                                       | يوكاري تامرا     | همسة الحايك، أسيمة أحمد، رامية إبراهيم |
| روك لي                                      | يويشي ماسوكاوا   | سعد لوستان، زياد الرفاعي               |
| مايت غاي                                    | ماساشي إبارا     | مروان فرحات                            |
| كيبا إنزوكا                                 | كوسكي توريومي    | رأفت بازو                              |
| هيناتا هيوغا                                | نانا ميزكي       | فاطمة سعد، رغدة الخطيب                 |
| شينو أبورامي                                | شينجي كاوادا     | منصور السلطي                           |
| كوريناي يوهي                                | رومي اوتشيها     | فاطمة سعد، مجد ظاظا                    |
| شيكامارو نارا                               | شوتارو موريكبو   | أيمن السالك                            |
| إينو ياماكانا                               | ريوكا يوزوكي     | رغدة الخطيب، رامية إبراهيم             |
| تشوجي أكيميشي                               | كينتارو إيتو     | أنجي اليوسف، زكي كورديللو              |
| أسوما ساروتوبي                              | جوروتا كوسغي     | رأفت بازو                              |
| الهوكاغي (الشهاب) الثالث - هيروزين ساروتوبي | هيديكاتسو شيباتا | محمد خرماشو، رأفت بازو                 |
| إيتاتشي أوتشيها                             | هيديو إيشيكاوا   | منصور السلطي                           |
| أوروتشيمارو                                 | كوجيرا           | زياد الرفاعي، منصور السلطي             |
| كابوتو                                      | نوبتوشي كانا     | محمود حسين، زياد الرفاعي               |
| شيزوني                                      | كيكو نيموتو      | آمنة عمر                               |
| الثعلب ذو التسعة ذيول (الكيوبي)             | تيشو غندا        | خلدون قاروط                            |

#### فريق الإنتاج
| العمل       | الاسم                                       |
| ----------- | ------------------------------------------- |
| المخرج      | هاياتو داتيه                                |
| المؤلف      | ماساشي كيشيموتو                             |
| الموسيقى    | توشيو ماسدا                                 |
| مصمم شخصيات | هيروفومي سوزوكي تيتسويا نيشمي               |
| المنتج      | هيروشي هاغينو نوريكو كوباياشي توموكو غوشيما |
| مونتاج      | سيجي موريتا                                 |

| العمل            | الاسم                          |
| ---------------- | ------------------------------ |
| الترجمة          | نوار الحمصي                    |
| المونتاج         | سامر أبو حمد                   |
| إدارة إلكترونيات | يونس غزال                      |
| متابعة مالية     | عبد القادر نبهان محمد حسن مهنا |
| الإعداد          | محمد محمود قنبس                |
| إدارة إنتاج      | رضوان حجازي                    |
| المراجعة         | عماد توربد شفيق بيطار          |
| الصوت والمكساج   | نديم سليمان                    |

## الممثلون

### الجزء الأول
- إياس أبو غزالة
- أيمن السالك
- رأفت بازو
- زياد الرفاعي
- هزار الحرك
- فدوى سليمان
- محمد خير أبو حسون
- راميا الإبراهيم
و
- مروان فرحات
- محمد خرماشو
- فاطمة سعد
- أنجي اليوسف
- عادل أبو حسون
- هشام كفارنة

### الجزء الثاني
- إياس أبو غزالة
- أيمن السالك
- رأفت بازو
- منصور السلطي
- هزار الحرك
- رغدة الخطيب
- محمد خير أبو حسون
- أسيمة أحمد
- مجد ظاظا
- زكي كورديللو
- محمود الحسين
- سعد لوستان
- خلدون قاروط
و
- مروان فرحات
- محمد خرماشو
- أنجي اليوسف
- عادل أبو حسون

### الجزء الثالث
- إياس أبو غزالة
- أيمن السالك
- رأفت بازو
- منصور السلطي
- هزار الحرك
- رغدة الخطيب
- محمد خير أبو حسون
- أسيمة يوسف
- مجد ظاظا
- زكي كورديللو
- محمود الحسين
- سعد لوستان
- نضال حمادي
- خلدون قاروط
- رائد مشرف
- لمى الشمندي
- محمد مصطفى
- همسة الحايك
- باسل الرفاعي
- سامر الجندي
- أسامة جنيد
- فرح حوارنة
و
- مروان فرحات
- محمد خرماشو
- أنجي اليوسف
- عادل أبو حسون

### الجزء الرابع
- إياس أبو غزالة
- رأفت بازو
- منصور السلطي
- محمد مصطفى
- روبين عيسى
- طالب الرفاعي
- رائد مشرف
- خلدون قاروط
- رغدة الخطيب
- أسيمة يوسف
- مجد ظاظا
- باسل الرفاعي
- كريستين شحود
- محمد أيتوني
- إيفلين حسن
- رشا بيدس
- كامل نجمة
- لمى الشمندي
- مأمون الرفاعي
- ديمة يعقوب
- جهينة نعيم
- فرح حوارنة
- أحمد حجازي
و
- مروان فرحات
- أيمن السالك
- عادل أبو حسون
- أنجي اليوسف
- محمد خير أبو حسون

## الوسائط

### المانغا
بدأت سلسة مانجا ناروتو عام 1999، وقد اكتملت في 10 نوفمبر 2014 وهي من تأليف ماساشي كيشيموتو، وقد تختلف أحداث المانغا عن الأنمي، كظهور نينجا أو أدوات لا تظهر في الأنمي لكن في النهاية تنتهي الأحداث بنفس النهاية، والمانغا هي أصل القصة بينما يحتوي الأنمي على حلقات الفلر والتي تكون خارجة عن أحداث القصة الحقيقية (قصة جانبية).

### الأنمي

#### ناروتو
ناروتو هو الجزء الأول من هذا المسلسل وهو يتكون من 220 حلقة ويبدأ بها ناروتو حياته في الأكاديمية ويتكون من عدة أجزاء للقصة:
- المقدمة: وبه تقديم عن ناروتو والفريق السابع والمدرب إيروكا وبقية أفراد الأكاديمية الذين سيصبحون شخصيات أساسية ومحورية في القصة فيما بعد.
- دولة الأمواج: ويحكي عن أول مهمة للفريق السابع في دولة صغيرة يواجهون فيها مرتزقة أثناء حراستهم لمشيد جسور يدعى تازونا.
- اختبار التشونين: وهو اختبار للترقي من نينجا مبتدئ (غينين) إلى نينجا متوسط (تشونين).
- غزو كونوها: وفيه يغزو أوروتشيمارو القرية ويقتل الهوكاغي الثالث بعد خيانة قرية الرمل حليفة كونوها لها وتآمرها مع قرية الصوت لتدمير كونوها.
- البحث عن تسونادي: وفيه سيبحث ناروتو مع معلمه جيرايا عن زميلة جيرايا وأحد السانين الأسطوريين والتي ستصبح الهوكاغي الخامس.
- استرجاع ساسكي: ويحكي عن هروب ساسكي إلى قرية الصوت سعيًا وراء القوة وذهاب فريق شيكامارو لاستعادته ومواجهتهم لنينجا الصوت الأربعة وفشلهم في استعادة ساسكي مع أنهم هزموا نينجا الصوت.

وهناك أجزاء ظهرت بالأنمي فقط:
- دولة الشاي.
- أرض حقول الأرز.
- انتقام ميزوكي.
- البحث عن البيكوتشو.
- كاري الحياة.
- صائد الجوائز.
- أرض الطيور.
- دولة البحر.
- المحتال.
- الهوشيكاغي.
- أرض الخضروات.
- الوحش الثالث الكبير.
- سيد الفخاخ.
- عشيرة كوراما.
- الشينوبازو.
- مينما.
- السلاح المطلق.

#### ناروتو شيبودن
ناروتو شيبودن هو مسلسل أنمي وتكملة لمسلسل الأنمي ناروتو. بدأ بث الأنمي في 15 فبراير 2007 على قناة تي في طوكيو اليابانية، وهو مبني على مانغا ناروتو، وقد بدأ من المجلد الثامن والعشرين. ويحتوي على الأجزاء الآتية من القصة:
- إنقاذ الكازيكاغي: ينطلق الفريق السابع لأداء مهمة إنقاذ غارا الكازيكاغي الخامس صديق ناروتو من يد الأكاتسوكي وبالتحديد عضويها ديدرا وساسوري.
- ساسكي وساي: ويحكي عن رفيقي ناروتو في الفريق ساسكي (رفيقه القديم) وساي (المنضم الجديد من الأنبو الأصل).
- النينجا الحماة الاثنا عشر (جزء بالأنمي فقط): ويحكي عن ذكريات أسوما ساروتوبي بصفته واحد من الحماة للورد الإقطاعي لدولة النار.
- هيدان وكاكزو: ويحكي عن قتال عدة فرق من كونوها لعضوي الأكاتسوكي المجرمين هيدان وكاكزو وقتل المدرب أسوما ساروتوبي.
- ذو الثلاثة ذيول (جزء بالأنمي فقط): ظهر الوحش ذو الثلاثة ذيول، فسعت إليه عدة قوى منها كونوها وأوروتشيمارو والأكاتسوكي والتي قد تمكنت من أسره في النهاية بوساطة عضويها ديدرا وتوبي.
- مطاردة إيتاتشي: ويحكي عن مطاردة ساسكي وأيضًا فريق كونوها المكون من ناروتو، وساكورا، وساي، وشينو، وهيناتا، وكيبا وكلبه أكامرو بقيادة كاكاشي وياماتو لإيتاتشي وفي هذا الجزء يقتل ساسوكي أخاه إيتاشي انتقاما للأوتشيها.
- تسوتشيغومو كينجتسو (جزء بالأنمي فقط): ويحكي عن مضيف وحش الستة ذيول أوتاكاتا وقصته مع فتاة تدعى هوتارو والأسلوب المحرم الذي بحوزتها.
- قتل جيرايا:ويحكي عن مقتل جيرايا على يد قائد الأكاتسكي باين في مهمة جيرايا للتسلل إلى قرية المطر المخفية لجمع معلومات عن الأكاتسكي وزعيمها.
- غزو بين: ويحكي عن غزو قائد الأكاتسوكي بين ومعه كونان لكونوها وتدميره لها عن بكرة أبيها وقتال ناروتو مع باين حيث يهزمه ناروتو باستخدام اسلوب الناسك وبمساعدة ضفادع جبل ميوبوكو.
- تاريخ كونوها (جزء بالأنمي فقط).
- قمة الكاغي الخمسة: ينعقد اجتماع بطلب الرايكاغي قائد قرية السحابة المخفية لمناقشة الأوضاع الراهنة في عالم النينجا وإيقاف الأكاتسوكي.
- مغامرات في البحر (جزء بالأنمي فقط): وهو يحكي عن رحلة ناروتو ومن معه من نينجا كونوها إلى الجزيرة المعزولة التي تقرر حبس الجنشوريكي فيها وخطف ياماتو على يد كابوتو.
- حبس الجينشوريكي: بعد انعقاد القمة وإعلان الحرب، يقرر الكاغي حبس ناروتو وكيلر بي أخي الرايكاغي في جزيرة لمنع العدو من القبض عليهما.
- القوة (جزء بالأنمي فقط): وهو يحكي عن أحداث قبل اندلاع الحرب العظمى الرابعة.
- حرب النينجا العظمى: اندلعت حرب النينجا العظمى الرابعة للنينجا بين الأمم العظمى الخمس من جهة ومنظمة الأكاتسوكي من جهة أخرى والتي أصبحت بقيادة توبي الذي ادعى أنه مادارا أوتشيها (النينجا الأسطوري صديق الهوكاغي الأول وأحد مؤسسي كونوها) وهذا الجزء مليء بالأحداث والتطورات.
- عودة ذي العشرة ذيول (جزء بالمانغا وقد بدأ الآن عرضه بالأنمي): يتمكن توبي الذي يكون في الحقيقة هو أوتشيها أوبيتو يتمكن من إعادة إحياء وحش أسطوري يسمى ذو العشرة ذيول وهو أصل الوحوش المذيلة في العالم والذي ختمه في الماضي حكيم المسارات الستة (نينجا أسطوري قام بوضع أسس لفنون النينجا ونشر السلام بالعالم آنذاك) وفي هذا الجزء يموت نيجي هيوغا في محاولته للدفاع عن ناروتو ضد هجوم الجيوبي وكذلك تتم إعادة إحياء كل من الهوكاغي الأول والثاني والثالث والرابع.
- عودة الفريق السابع: يعود ساسوكي للقتال مع رفيقيه في الفريق السابع ساكورا وناروتو إلى جانب فريق تاكا الذي أسسه ساسوكي وذلك لإيقاف الجيوبي جنبا إلى جنب مع الهوكاغي الأربعة المعاد إحياؤهم.
- ناروتو الآلي:جزء بالأنمي فقط وهو إصدار إضافي يتحدث عن ظهور رجل آلي يشبه ناروتو صنعه أوروتشيمارو واستولت عليه الأكاتسكي واستغلته للحصول على الكيوبي من ناروتو.
- جنتشوريكي الجيوبي:يسحب أوبيتو وحش العشرة ذيول إلى داخله لصبح جنتشوريكي الجيوبي وبعدها يحطم الحاجز الذي شكله الهوكاجي الأربعة ويبدأ بمهاجمتهم ومهاجمة ساسوكي وناروتو وتفشل جميع محاولات الهوكاغي الأربعة في إلحاق الضرر به لكن ناروتو يكتشف وهو في طور الناسك أن أسلوب قتال الطبيعة (سينجتسو) يجدي ضده فيصيبه بالراسينغان بمساعدة الهوكاغي الثاني توبيراما.
- الشجرة المقدسة (شينجو): بعد أن يهاجم الهوكاغي الرابع وناروتو أوبيتو وهما في طور الكيوبي ويفشلا في إصابته؛ يبدأ أوبيتو بتنفيذ خطة التسوكيومي اللانهائية فيطلق الشجرة المقدسة التي تعد الهيئة النهائية للجيوبي وتبدأ بسلب تشاكرا الشينوبي وقتلهم وتكاد تمتص تشاكرا ناروتو بأكملها إلا أن الهوكاغي الثالث ينقذه ثم يبتعدون عن الشجرة المقدسة باستخدام تقنية الانتقال الآني الخاصة بالهوكاغي الثاني.
- ناروتو وساسوكي: يوحد كل من ناروتو وساسوكي قواهما لهزيمة أوبيتو بأسلوب الناسك، فيهاجم ناروتو أوبيتو بطور الكيوبي مستخدما أسلوب الناسك وفي ذات الوقت يعزز ساسوكي السوسانو خاصته بأسلوب الناسك المستمد من لعنة الحكيم الخاصة بجوغو، فيهاجمان أوبيتو هجوما متزامنا لكن الأخير يطرحهما أرضا باستخدام التشاكرا السوداء خاصته بعدها يتحد الرفيقان فيقوم ساسوكي بتغطية الكيوبي بالسوسانو ويهاجمان أوبيتو بسيف السوسانو فيتمكنان من اختراق دفاعاته بمساعدة زملائهم في الأكاديمية ويتحطم سيفه الأسطوري وتبدأ وحوش البيجو بالتحرر منه.
- ذكريات أوبيتو: يستعرض هذا الجزء ذكريات أوبيتو في صغره وحلمه بأن يصبح الهوكاغي، ودعم زميلته في الفريق رين له، إلى جانب ذكرياته مع زميله كاكاشي ومدربه ميناتو.
- تحرر وحوش البيجو: ينجح ناروتو وساسوكي وزملاؤهم من نينجا قوات التحالف في تحرير البيجو من أوبيتو فيسقط أوبيتو أرضا ويتوجه ساسوكي للإجهاز عليه فيظهر كاكاشي فجأة وبيده الكوناي ليقتل بها أوبيتو لكن الهوكاغي الرابع ميناتو يمنعه. ثم ينطلق ناروتو وساسوكي لمساعدة الهوكاغي الأول في قتاله مع مادارا.
- إعادة إحياء مادارا: يستخدم مادارا تابعه زتسو الأسود لإعادة إحياء نفسه مستغلا تقنية إعادة الإحياء الخاصة بأوبيتو ثم يتوجه للسيطرة على وحوش البيجو ويتمكن من السيطرة عليها جميعها ويسحبها إلى داخل تمثال الغيدو ويفقد ناروتو طاقته ويشارف على الموت بسبب انتزاع الكيوبي من داخله.
- ذكريات من امتحان التشونين: يستعرض هذا الجزء ذكريات من امتحان التشونين الثاني الذي أقامته قرية الرمل بالتحالف مع كونوها وبقيادة الكازيكاغي غارا ومشاركة زملاء ناروتو في الأكاديمية فيه أثناء غياب ناروتو في التدريب مع المعلم جيرايا.
- غاي ضد مادارا: يقاتل غاي مادارا مستخدما البوابات الثمانية المحرمة ويفتح بوابة الموت الثامنة مضحيا بنفسه لهزيمة مادارا.
- موت مادارا وظهور كاوغويا: يقتل مادارا على يد مساعده زيتسو الأسود ولذي يتبين انه ابن كاغويا ام حكيم المسارات الست الذي يظهر بعد موت مادارا وخروج كاغويا ويقاتلها ناروتو وساسكي بقوة الين واليان التي اعطيت لهما بواسطة حكيم المسارات الست ويموت اوبيتو ويفعل كاكاشي السوسانو ويتم ختم كاغويا ويتحرر الوحوش وجثة مادارا أوتشيها وينتصر ناروتو في الحرب الرابعة للشينوبي.
- التهنئة وخطة ساسكي للحكم: بعد انتصار الفريق السابع في الحرب ويستدعيهم حكيم المسارات الستة الأول ويشكرهم ويهنئهم لإنقاذ العالم ويأمر ساسكي بإيقاف التسوكيومي اللانهائية بالرينيغان خاصته لكنه يرفض ويبدي رغبته في قتل الكاغي الخمس وحكم عالم موحد لكن يمنعه ناروتو ويتعاركان في وادي النهاية ويدمر كليا وتبتر يدي ناروتو وساسكي ويقتنع هذا الأخير بأنه مخطئ فيلغي التسوكيومي اللانهائية بالرينيغان خاصته لكنه يسجن في كونوها ويحرر لاحقا وينطلق في رحلة إستكشافية حول العالم مع ناروتو كما يروي هذا الجزء أيضا بعض الملامح الغامضة عن بعض شخصيات السلسلة .

### الأفلام
- ناروتو : أميرة الثلج
- ناروتو 2: الأثار الوهمية في باطن الأرض
- ناروتو 3: هلع الحيوانات في جزيرة الهلال
- ناروتو شيبودن: الفيلم
- ناروتو شيبودن 2: علاقات
- ناروتو شيبودن 3: ورثة إرادة النار
- ناروتو شيبودن 4: البرج المفقود
- ناروتو شيبودن 5: سجن الدم
- ناروتو شيبودن: الطريق إلى النينجا (فيلم)
- الأخير: ناروتو الفيلم
- بوروتو: ناروتو الفيلم

### الألعاب

#### علىبلاي ستيشن 4
- ناروتو شيبودن: ألتيميت نينجا ستورم 4
- ناروتو شيبدون: ألتيميت نينجا ستورم 4 راود تو بوروتو

#### علىبلاي ستيشن 3
- ناروتو: عاصفة النينجا النهائية.
- ناروتو شيبودن: عاصفة النينجا النهائية 2.[3]
- ناروتو شيبودن: عاصفة النينجا النهائية 3.
- ناروتو شيبودن: أجيال عاصفة النينجا النهائي.
- ناروتو شيبودن: عاصفة النينجا النهائية الثورة.

#### علىبلاي ستيشن 2
- ناروتو النينجا النهائي.
- ناروتو النينجا النهائي 2.
- ناروتو النينجا النهائي 3.
- ناروتو شيبودن النينجا النهائي 4.
- ناروتو شيبودن النينجا النهائي 5.
- ناروتو أوزوماكي سجلات.
- ناروتو أوزوماكي سجلات 2.

#### علىبلاي ستيشن 1
- ناروتو قرية نينجا معركة جينتوري.

## وصلات خارجية
- موقع «ناروتو» الرسمي (باليابانية)
- Official TV Tokyo Naruto website (باليابانية)
- Official TV Tokyo Naruto: Shippūden website (باليابانية)
- Official Studio Pierrot Naruto website (باليابانية)
- Official Viz Media Naruto website
- Disney XD Naruto website
- Official Manga Entertainment Naruto website
- Official Madman Entertainment Naruto website
- موقع ناروتو على شبكة أخبار الأنمي

لا توجد روابط لمواقع التواصل الاجتماعي.